# Fußballnationalmannschaft der Amerikanischen Jungferninseln
Die Fußballnationalmannschaft der Amerikanischen Jungferninseln, genannt The Dashing Eagle, ist das nationale Team der zu den USA gehörenden Inselgruppe in der Karibik.
Die kleine Karibikinsel gründete ihren Verband erst 1998 und trat noch im gleichen Jahr der FIFA bei. Ebenfalls im Jahr 1998 bestritten sie ihr erstes Länderspiel gegen die Britischen Jungferninseln.
In 31 Spielen bis Oktober 2011 konnte die Nationalmannschaft nur dreimal gewinnen und sechsmal unentschieden spielen. Das Gesamttorverhältnis beträgt 17:160 Tore. Nach langer Zeit am Ende der FIFA-Weltrangliste (schlechteste Platzierung 202) verbesserte sich die Mannschaft ab Winter 2008/09 und erreichte im Juli 2011 mit Rang 149 die bisher höchste Platzierung. Sie zählt zu den schwächsten Teams des Kontinentalverbandes CONCACAF. Bisher ist es der Mannschaft noch nicht gelungen, sich für den CONCACAF Gold Cup oder die Fußball-Weltmeisterschaft zu qualifizieren.

## Gold-Cup-Qualifikation
Das erste offizielle Turnier, welches die Auswahl der Amerikanischen Jungferninseln bestritt, war die Qualifikation zum CONCACAF Gold Cup 2000. In der Gruppe 1 der Fußball-Karibikmeisterschaft 1999 spielte man in Nassau gegen die Nationalmannschaften der Bahamas und der Turks- und Caicosinseln. Gegen Letztere reichte es nach 90 Minuten zu einem 2:2-Unentschieden, gegen die Bahamas spielte man ebenfalls unentschieden (0:0). Letztendlich belegte das Team den zweiten Tabellenrang hinter den Bahamas und schieden damit aus.
Die Fußball-Karibikmeisterschaft 2001 begann für die Amerikanischen Jungferninseln in der Gruppe 3 mit einer 1:12-Niederlage in Port-au-Prince (Haiti) gegen Haiti. Zwei Tage später unterlag man Guadeloupe ebenfalls deutlich mit 0:11 und auch das Spiel gegen St. Lucia ging mit 1:14 haushoch verloren. Somit belegte das Team den letzten Tabellenrang mit einem Torverhältnis von 2:37.
Bei der Qualifikation zum CONCACAF Gold Cup 2003 spielten die Amerikanischen Jungferninseln in zwei Spielen gegen die Dominikanische Fußballnationalmannschaft in Santo Domingo, beide Spiele gingen jedoch mit 1:6 und 1:5 verloren.
Bei Fußball-Karibikmeisterschaft 2005 spielte die Auswahl der Karibikinsel gegen Jamaika, Haiti und Saint-Martin. Gegen Haiti verlor man am 24. November 2004 mit 0:11, gegen Jamaika zwei Tage später mit 1:11. Schließlich schloss man die Qualifikation mit einem torlosen Unentschieden gegen Saint-Martin und einem vierten Tabellenrang ab.
Im Rahmen der Qualifikation zum CONCACAF Gold Cup 2007 bestritt man im heimischen St. Thomas zwei Spiele. Am 27. September 2006 verlor die Mannschaft gegen Bermuda mit 0:6, gegen die Dominikanische Republik mit 1:6.

## Turniere

### Weltmeisterschaft
- 1930 bis 1998 – nicht teilgenommen (kein FIFA-Mitglied)

- 2002 – An der Qualifikation für eine Fußball-Weltmeisterschaft nahm die Mannschaft erstmals 2002 teil. Jedoch gingen beide Spiele gegen St. Vincent und die Grenadinen mit einem Gesamtergebnis von 1:14 verloren. Das einzige Tor erzielte Joaquim Santos.

- 2006 – In der Qualifikationsrunde für die Fußball-Weltmeisterschaft 2006 verlor die Mannschaft gegen St. Kitts und Nevis mit 0:7 und 0:4.

- 2010 – Im Rahmen der Qualifikation zur Fußball-Weltmeisterschaft 2010 in Südafrika traf das Team in der ersten Runde der CONCACAF-Zone auf die Nationalmannschaft Grenadas. Das Spiel in St. George’s (Grenada) ging am 26. März 2008 mit 10:0 verloren. Ein Rückspiel wurde nicht ausgespielt. Damit waren die Amerikanischen Jungferninseln ausgeschieden.

- 2014 – Im Rahmen der Qualifikation zur WM 2014 in Brasilien schafften die US-Jungferninseln eine große Überraschung und schlugen die Britischen Jungferninseln mit 2:0 und schafften damit ihren bisher höchsten Länderspielsieg. Durch einen 2:1-Sieg im Rückspiel auf den Britischen Jungferninseln erreichten die Amerikanischen Jungferninseln erstmals die zweite Runde der CONCACAF-Qualifikation für die WM.

- 2018 – In der Qualifikation zur WM 2018 schied die Mannschaft in der ersten Runde im März 2015 mit 1:0 und 0:4 gegen die Mannschaft aus Barbados aus.

- 2022 – In der Qualifikation zur WM 2022 traf die Mannschaft in der ersten Runde auf El Salvador, Antigua und Barbuda, Grenada sowie Montserrat und verlor alle vier Spiele.

- 2026 – In der Qualifikation zur WM 2026 traf die Mannschaft im März 2024 in der ersten Runde auf die Britischen Jungferninseln. Nach einem 1:1 im Hinspiel und einem torlosen Remis nach Verlängerung im Rückspiel wurde im Elfmeterschießen mit 2:4 verloren und damit die nächste Runde verpasst.

### CONCACAF Gold Cup
- 1991 bis 1998 – nicht teilgenommen
- 2000 bis 2007 – nicht qualifiziert
- 2009 bis 2013 – nicht teilgenommen
- 2015 bis 2025 – nicht qualifiziert

### Karibikmeisterschaft
- 1989 bis 1997 – nicht teilgenommen
- 1998 – Zurückgezogen
- 1999 bis 2007 – nicht qualifiziert
- 2008 bis 2012 – nicht teilgenommen
- 2014 bis 2017 – nicht qualifiziert

### CONCACAF Nations League
- 2019–21: 4. Platz Liga C – Gruppe C1
- 2022/23: 4. Platz Liga C – Gruppe C1
- 2023/24: 3. Platz Liga C – Gruppe C2
- 2024/25: 3. Platz Liga C – Gruppe C1

## Trainer
- Paul Inurie (2000)
- Glad Bugariu (2000–2002)
- Francisco Williams Ramírez (2003–2004)
- Carlton Freeman (2004–2008)
- Craig Martin (2010)
- Terrence Jones (2011)
- Leonard Appleton (2014)
- Ahmed Mohamed Ahmed (2015–2017)
- Craig Martin (2017)
- Marcelo Serrano (2017–2019)
- Gilberto Damiano (2019–2024)
- Terrence Jones (2024–)